# Micropsectra geminata
Micropsectra geminata е насекомо от разред Двукрили (Diptera), семейство Хирономидни (Chironomidae). Видът е ендемичен в Онтарио.